# Sonja Sohn

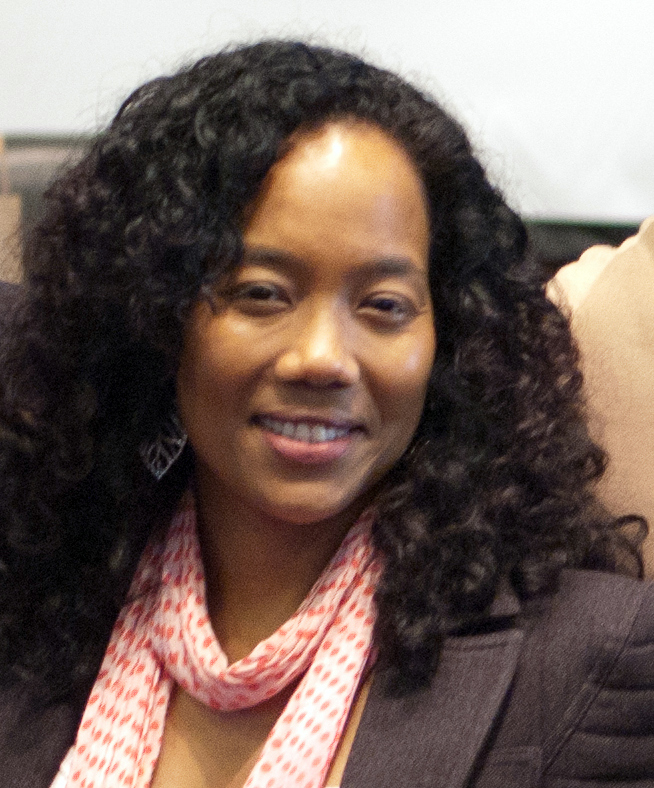
Sonja Sohn (2011)

Sonja Sohn (* 9. Mai 1964 in Newport News, Virginia als Sonja Williams) ist eine US-amerikanische Schauspielerin.

## Leben

### Kindheit und Jugend
Sonja Sohn wurde 1964 in Newport News als Tochter eines afroamerikanischen Soldaten und einer koreanischen Mutter geboren. Ihre Eltern begegneten sich in Südkorea, als ihr Vater dort als Soldat für die Vereinigten Staaten stationiert war. Nachdem Sohns älterer Bruder geboren worden war, beschloss ihre Mutter, in die Vereinigten Staaten zu ziehen, da sie befürchtete, dass ihre Kinder wegen ihrer Abstammung diskriminiert werden würden.
Sohn verbrachte in den Vereinigten Staaten eine schwierige Kindheit. Sie wurde wegen ihrer gemischten Abstammung oft gehänselt, ihr schizophrener Vater misshandelte ihre Mutter, und ihr älterer Bruder wurde getötet, als sie ein Teenager war. Während dieser Zeit bis zu ihren Zwanzigern kämpfte sie mit Kokain- und Tablettensucht.

### Privates
Sohn hat einen Abschluss an der Warwick High School. Sie ist mit dem australischen Komponisten Adam Plack verheiratet. Die beiden haben zwei Töchter.

## Karriere
Bevor Sohn der Schauspielerei nachging, war sie eine Slamdichterin. Während sie ihrer Arbeit auf der Bühne nachging, bot Marc Levin ihr eine Rolle in seinem Film Slam an. Nach Slam hatte sie mehrere kleinere Rollen, z. B. in Shaft oder Bringing Out the Dead. Zudem spielte sie in Filmen wie The Killing Zone oder G.
Bekannt wurde sie vor allem durch ihre Rolle als Det. Shakima „Kima“ Greggs in der HBO-Serie The Wire und ihre daraus resultierende Betätigung in der Drogenprävention. Zusammen mit Kollegen gründete sie die Initiative ReWired for Change, die sich um gefährdete Jugendliche kümmert.
In den Jahren 2011 bis 2012 war sie in Body of Proof als Detective Samantha Baker zu sehen. Ihre Figur, wie auch die von Nicholas Bishop und John Carroll Lynch, agierte in der Serie allerdings nur bis zum Ende der zweiten Staffel.
Als Drehbuchautorin und Schauspielerin des Films Slam gewann sie 1998 den Grand Jury Prize beim Sundance Film Festival und Best Actress bei den Gotham Awards. Im selben Jahr wurde sie bei den Independent Spirit Awards für Best Debut Performance nominiert. 2008 gewann sie einen Asian Excellence Awards als Outstanding Television Actress für ihre Rolle in The Wire.

## Filmografie (Auswahl)
- 1998: Slam
- 1999: Bringing Out the Dead – Nächte der Erinnerung (Bringing Out the Dead)
- 2000: Shaft – Noch Fragen? (Shaft)
- 2002–2008: The Wire (Fernsehserie, 60 Folgen)
- 2002: G
- 2003: The Killing Zone
- 2006–2007: Cold Case – Kein Opfer ist je vergessen (Cold Case, Fernsehserie, 5 Folgen)
- 2008: Step Up to the Streets
- 2008–2009: Brothers & Sisters (Fernsehserie, 4 Folgen)
- 2010: Good Wife (The Good Wife, Fernsehserie, Folge 1x14)
- 2011–2012: Body of Proof (Fernsehserie, 29 Folgen)
- 2012: Drop Dead Diva (Fernsehserie, Folge 4x13)
- 2012: Burn Notice (Fernsehserie, 5 Folgen)
- 2014–2015: The Originals (Fernsehserie, 8 Folgen)
- 2015: The Missing Girl
- 2016: Marvel’s Luke Cage (Fernsehserie, 3 Folgen)
- 2016: Shut Eye (Fernsehserie, 5 Folgen)
- 2017: Domain
- 2018–2021: The Chi (Fernsehserie, 9 Folgen)
- 2019: High Flying Bird
- 2019–2021: Star Trek: Discovery (Fernsehserie, 5 Folgen)
- 2020: Interrogation (Fernsehserie, Folge 1x04)
- 2023: Big George Foreman
- 2023: Breakwater – Dämonen der Vergangenheit (Breakwater)
- seit 2023: Will Trent (Fernsehserie)

## Auszeichnungen

### Preise
Gotham Award:
- Beste Schauspielerin: Slam (1998)

Sundance Film Festival:
- Grand Jury Prize: Slam (1998)

Asian Excellence Awards
- Outstanding Television Actress: The Wire (2008)

### Nominierungen
Independent Spirit Award:
- Best Debut Performance: Slam (1998)

Image Award:
- Outstanding Supporting Actress in a Drama Series: The Wire (2005)
- Outstanding Supporting Actress in a Drama Series: The Wire (2009)